# Arina Andrejewna Uschakowa
Arina Andrejewna Uschakowa (russisch Арина Андреевна Ушакова, auch Arina Ushakova transkribiert; * 18. Dezember 1989 in Perm, Sowjetunion) ist eine russische Eiskunstläuferin. Sie startet im Paarlauf.

## Leben
Uschakowas erster Partner war Alexander Popow. Das Paar trainierte von 2000 an gemeinsam – zunächst bei Larisa Kalinina und später bei Walentina und Waleri Tiukow in Perm und Krasnodar.  Nach der Saison 2004/05 trennte sich das Paar.
Uschakowa lief fortan mit Sergei Karew. Um mit ihm trainieren zu können, zog sie aus ihrer Heimatstadt nach Moskau. Sie trainierten zwei Saisons bei Nina Moser und wechselten 2007 die Trainerin um bei Natalja Pawlowa zu trainieren.
Bei den Russischen Meisterschaften belegten Uschakowa und ihr Partner den dritten Rang und durften somit Russland bei den Europameisterschaften repräsentieren, wo sie auf Anhieb den fünften Platz belegten.

## Erfolge
| Wettbewerb/Wintersaison   | 2005–06 | 2006–07 | 2007–08 |
| ------------------------- | ------- | ------- | ------- |
| Olympische Winterspiele   | –       | –       | –       |
| Weltmeisterschaften       | –       | –       |         |
| Europameisterschaften     | –       | –       | 5.      |
| Russische Meisterschaften | 7.      | 4.      | 3.      |